# Kognáció
A kognáció jogi, genealógiai és antropológiai fogalom. A latin cognatus 'közös származású' szóból ered. Az egyenes ági vérrokonokat jelenti, apai és anyai ágon egyaránt. Míg az agnáció az egyenes ági férfi vérrokonságot jelenti, a kognáció a teljes vérrokonságot, beleértve a nőket is.
Az ősi társadalmakban, ahol nagy szerepet játszott az öröklés, elsősorban az agnátusi (apai) ágú rokonság volt fontos. A kognátusok csak a régi vérségi, nemzetségi kötelékek fellazulásával örökölhettek. A feudalizmusban az öröklés többnyire ismét csak az agnátusokra korlátozódott, ami az uralkodócsaládokban egészen a 18. századig volt érvényben. Mária Terézia trónra lépése sem ment külön örökösödési törvény elfogadása és háború nélkül.
A kognáció a tetszőleges férfi és nőági közös ős oldaláról vizsgált leszármazási vonalat,
vérrokonságot jelentő genealógiai fogalom. A kognáció tagját kognátusnak (en: cognate, cs: kognát) nevezzük.
A nőágak közti kognáció leggyakrabban az öröklésnél és a házasságnál, a rokonsági viszonyok vizsgálatánál kapott szerepet,
például a birtokperekben vagy a dinasztikus házasságoknál. Az uralkodóházaknál fontos volt a nőágak számon tartása is,
hogy dinasztikus házasság esetén el lehessen kerülni a rokonházasságot, illetve pápai felmentést lehessen kérni, ha
közeli rokonok házasságára került sor és az a kánonjog törvényeibe ütközött.
Névváltozatok:
en: Cognation, la: cognatio, cs: kognace

Rövidítések:

Tágabb értelemben a kognáció a család összes apai és anyai ágának vérrokonságát jelenti. A kognátus-rokonoknak azok minősülnek, akik közül egyik a másiktól közvetlenül (szülő-gyermek) vagy közvetve
(nagyszülő-unoka) származik, - ezek egyenes ági rokonok - vagy mindketten (például a testvérek
stb.) közös őstől származnak - ezek oldalági rokonok.